# Schwäbishofen
Schwäbishofen ist ein Gemeindeteil der Gemeinde Germaringen im schwäbischen Landkreis Ostallgäu.

## Geografie
Der Weiler Schwäbishofen liegt circa sechs Kilometer nordöstlich der Ortsmitte von Obergermaringen und ist über die 600 m westlich verlaufende Kreisstraße OAL 16 mit dem Gemeindezentrum verbunden. 

## Geschichte
Schwäbishofen war seit dem 19. Jahrhundert ein Gemeindeteil der Gemeinde Ketterschwang und wurde mit dieser zum Abschluss der Gebietsreform in Bayern am 1. Mai 1978 in die Gemeinde Germaringen eingegliedert. Die Kinder besuchten einst die Schule in Eurishofen. Die Katholische Pfarrei wurde mit Eurishofen vereinigt; dort war dann der Sitz des Pfarrers. Seit 2012 sind beide Orte der Pfarreiengemeinschaft Waal/Jengen im Dekanat Kaufbeuren des Bistums Augsburg zugeordnet.

## Baudenkmäler
Einziges Baudenkmal des Ortes ist die katholische Kirche St. Nikolaus, ein kleiner Saalbau mit Chorturm mit Zwiebelhaube, um 1720 im Barockstil erbaut.
Siehe auch: Liste der Baudenkmäler in Schwäbishofen